# 46 Pułk Lotnictwa Szturmowego
46 Pułk Lotnictwa Szturmowego (46 plsz) – oddział lotnictwa szturmowego ludowego Wojska Polskiego.
46 Pułk Lotnictwa Szturmowego został sformowany na podstawie rozkazu Nr 0096/Org. Ministra Obrony Narodowej z dnia 11 grudnia 1951.
Jednostka została zorganizowana na lotnisku w Modlinie, w okresie od 1 maja do 1 grudnia 1952, według etatu Nr 6/104 o stanie 307 żołnierzy i 2 pracowników kontraktowych. Pułk wchodził w skład 8 Dywizji Lotnictwa Szturmowego.
Na podstawie rozkazu Nr 0078/Org. Ministra Obrony Narodowej z dnia 19 listopada 1952 dowódca Wojsk Lotniczych, w terminie do 20 grudnia 1952, rozformował 46 Pułk Lotnictwa Szturmowego.